# Myoga
Myoga (冥加, Myoga, in limba romana Protectie divina)  este un personaj ficțional din seria anime și manga InuYasha, creată de Rumiko Takahashi și este unul din protagoniștii seriilor InuYasha.